# Гауейн
Сър Гауейн (на английски: Gawain; на френски: Gauvain) е един от рицарите на Кръглата маса. Син е на крал Лот от Оркни и Моргауз, сестрата на крал Артур. Той е най-големият от четирите им сина: Гахерис (оръженосеца на Гауейн), Гарет и Агравейн.
Той е добре известен като най-надеждният приятел на сър Ланселот. В някои творби, Сър Гауейн има и сестри. Според някои легенди, след царуването на крал Артур, той би бил законния наследник на трона на Камелот.
Гауейн често е представян като страховит, учтив, а също и състрадателен воин, яростно лоялен към своя крал и семейството. Той е приятел на младите рицари, защитник на бедните и на жените. Неговото знание за билки прави от него велик лечител, и той е кредитиран с най-малко три деца: Флорънс, Ловъл и Гингалайн.
Един от най-известните му подвизи е свързан със Зеления рицар. Феята Моргана (според друга версия феята Нимуе) подмамила сър Бернлак да подложи на изпитание доблестта на рицарите от Кръглата маса. По време на една от сбирките им, Бернлак влязал преобразен като Зелен рицар. Той предложил, ако рицарите са толкова доблестни, колкото се говорело, то един от тях да отсече главата му, но след година да понесе същото. Гауейн се подложил на изпитанието, но не бил убит, а брадвата само го докоснала. След тази случка Бернлак също се присъединил към рицарите на крал Артур.